# Serra de Mont-roig (Noguera)
La Serra de Mont-roig, o simplement el Mont-roig, és una serra dels prepirineus situada als municipis de Camarasa i de les Avellanes i Santa Linya, a la comarca de la Noguera, amb una elevació màxima de 949 metres.
La creua el túnel de Coll de Porta (o de Palau) de 3.499m, de la línia de tren de Lleida a la Pobla de Segur.

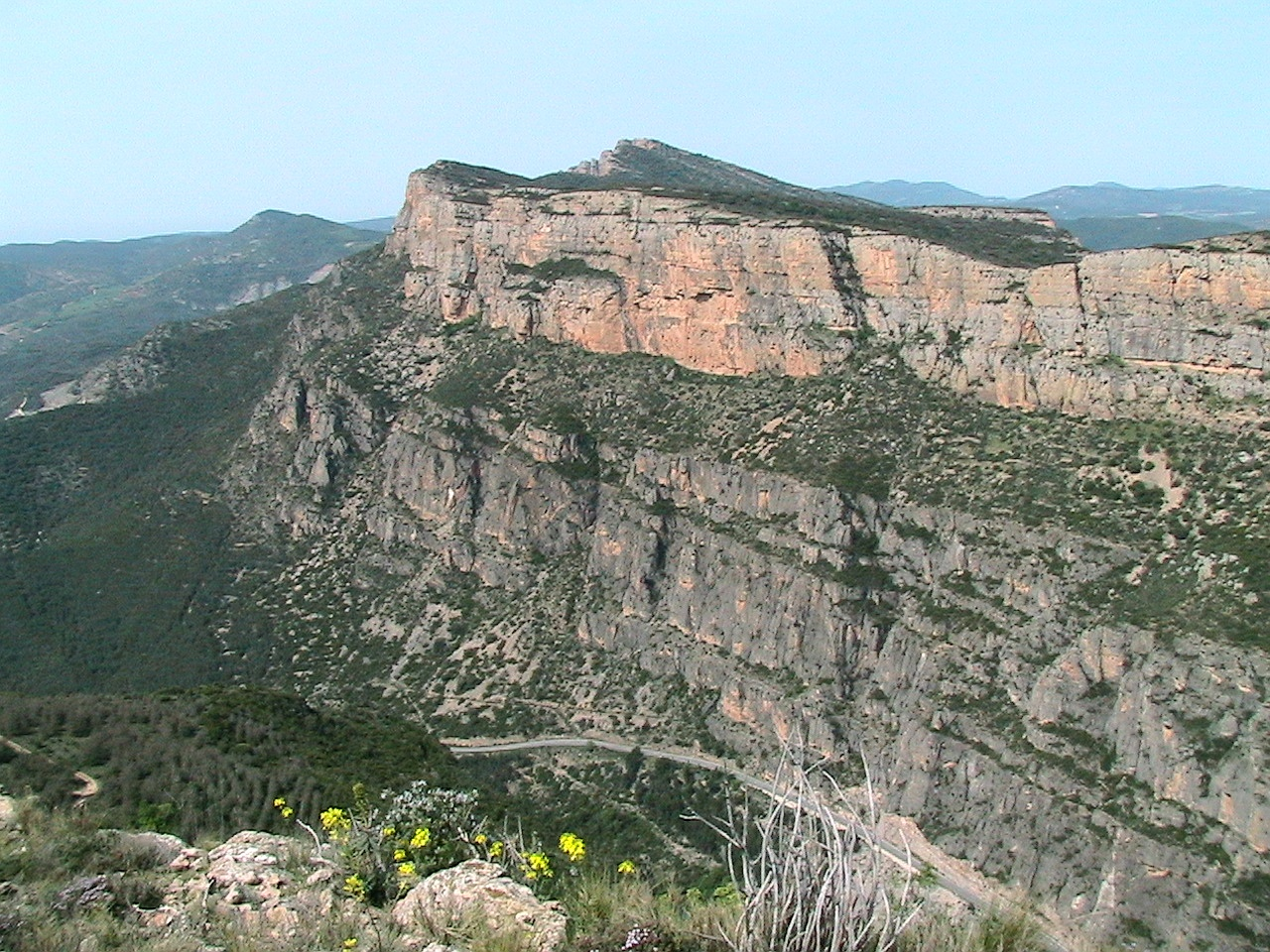
Extrem de llevant del Mont-roig, des de la Serra Carbonera (Imatge amb anotacions)